# جبعه (روستا)
جبعه (انگلیسی: Gibeah) نام سه مکان ذکر شده در کتاب مقدس عبری، در قبایل قبیله بنیامین، قبیله یهودا و قبیله افرایم است.

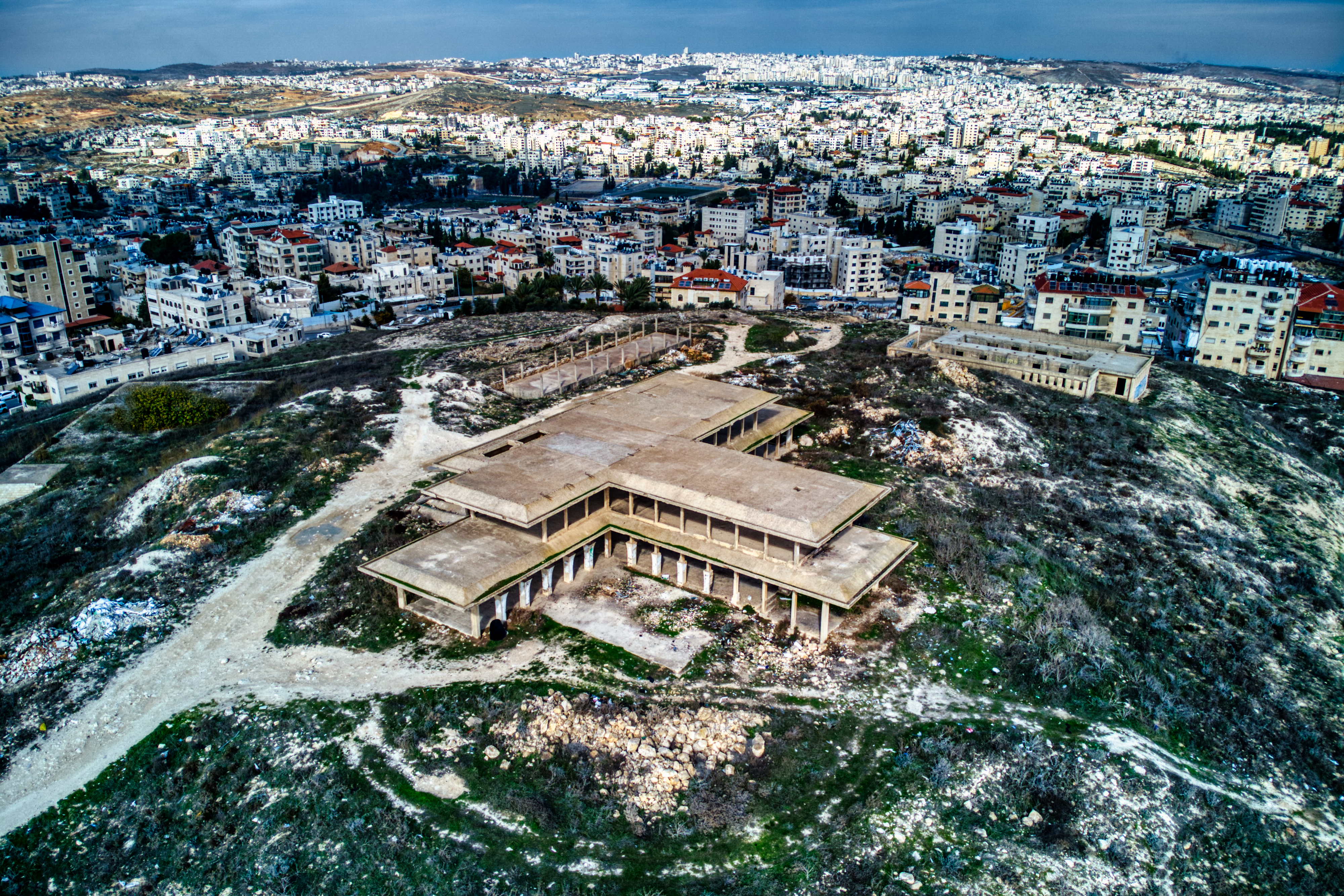
تل الفول در شمال اورشلیم معمولاً با جبعه بنیامین شناخته می‌شود.

جبعه از قبیله بنیامین رایج‌ترین مکان ذکر شده‌است. در کتاب داوران صحنه اصلی داستان جنگ بنیامینی است.